# 峰山藩
峰山藩（日语：／ Mineyama han */?）是日本江戶時代的一個藩。位於丹後國何鹿郡，藩廳在峰山陣屋（今京都府丹後市），藩主是京極氏，家格屬於外樣大名。
藩祖京極高通，是朽木宣綱次男，因為成為京極高知的養子，在京極高知死後遺領一分為三，分到了峰山地方一萬石，加上高通過去曾是將軍德川秀忠的小姓，本就領有三千石的俸祿，所以峰山藩的石高總計是一萬三千石，在宗家宮津藩被廢，田邊藩的京極家轉封到但馬國後，峰山藩是唯一留在丹後國的京極家分支，家名於當地流傳了13代，直到明治時代廢藩置縣後才終止。

## 歷任藩主
1. 京極高通
2. 京極高供
3. 京極高明
4. 京極高之
5. 京極高長（陸奥棚倉藩主内藤弌信的三男或四男）
6. 京極高久
7. 京極高備
8. 京極高倍
9. 京極高鎮
10. 京極高景 （松平主殿頭忠馮的六男）
11. 京極高富
12. 京極高陳